# عاطفه تهرانی
عاطفه تهرانی زاده ۱۳۵۷ در تهران، كارگردان، طراح حركت و بازيگر تئاتر ایران است. وی پایه گذار رقص معاصر در ایران است.

## زندگی‌نامه
وی داراي ليسانس بازیگری از دانشگاه آزاد است و اولین حضورش در سال ۱۳۷۵ با نمایش فردا به كارگرداني شبنم طلوعي است.وي عضو اصلي گروه نرگس سياه به سرپرستى حامد محمد طاهري بود. گروه نرگس سیاه با هدایت حامد محمد طاهری اولین گروهی است که سبک تئاتر فیزیکال را وارد ایران کرد و به شکل آزمایشگاهی و خودجوش آموخت و در سال ۱۳۷۸ با تئاتر سیاها  آن را به نمایش گذاشت. عاطفه تهراني در گروه نرگس سياه تئاتر فیزیکال را با هدایت حامد محمد طاهری آموخت و با تئاتر سیاها " سیاهان (نمایشنامه) " در نقش فلیسیته درخشید و در نمایش خانه در گذشته ماست به شکل کاملا غریزی بوسیله آهنگ های مردیت مونک، سبک بوتو را تجربه کرد و بعدها با مربیگری ایزومی آشیزاوا به شکل تکنیکال سبک بوتو را آموخت. بعد از انحلال گروه نرگس سياه عاطفه تهرانی به كارگرداني و طراحی حرکت روي آورد و گروه تئاتر بخوان را تأسيس كرد. عاطفه تهرانی نخستین هنرمندی است که در ایران با هدایت وارا کاجیاس سبک رقص معاصر را آموخت و در ایران در سال ۱۳۸۱ در نقش آدلا در کار مشترک ایران و آلمان خانه برناردا آلبا به کارگردانی روبرتو چولی و بعد در سال ۱۳۸۸ به عنوان طراح حرکت و کارگردان با نمایش بخوان  در تئاتر شهر این سبک را به به نمایش گذاشت. عاطفه تهرانی پایه گذار سبک رقص معاصر در ایران است. وی در سال ۱۳۸۹ جایزه ی بهترین طراحی حرکت و کارگردانی منتقدین تئاتر جهانی را با نمایش اتللو از آن خود کرد.

## بازی در تئاتر
- "فردا" به کارگردانی "شبنم طلوعی" اجرا در سالن چهارسو تئاتر شهر
- "آنتیگونه" به کارگردانی حامد محمدطاهری اجرا در سالن شماره ۲ تئاتر شهر
- "سیاها" به کارگردانی حامد محمدطاهری اجرا در خانهٔ خورشید
- "سیاها" ورژن۲ به کارگردانی حامد محمدطاهری
- "سیاها" نیم ساعت به کارگردانی حامد محمدطاهری اجرا در کشورهای ایتالیا و آلمان
- "خانه در گذشته ماست" به کارگردانی حامد محمدطاهری اجرا در سالن سایه، اجرا در کشور آلمان
- "خانه برناردا آلبا" به کارگردانی "روبرتو چولی" اجرا در سالن اصلی و اجرا به شکل تور در کشورهای آلمان، سوئد و بلژیک
- "مرگ ابریشم" به کارگردانی "آتیلا پسیانی" اجرا در کارگاه نمایش
- "بر بال کلاغ شب" به کارگردانی "آروند دشت‌آرای" اجرا در کارگاه نمایش
- "کاریزما" به کارگردانی "پگاه طبسی نژاد" اجرا در تالار مولوی
- "ضحاک" به کارگردانی "ایزومی آشیزاوا" اجرا در تالار مولوی
- "ملانصرالدین" به کارگردانی "اصغر دشتی" اجرا در تالار مولوی
- "نامه‌هایی به تب" به کارگردانی "سیامک احصایی" اجرا در ایرانشهر
- "بودن" به طراحی حرکت و کارگردانی "عاطفه تهرانی" اجرا در عمارت نوفل لوشاتو

## کارگردانی تئاتر
- "بخوان" به کارگردانی "عاطفه تهرانی" اجرا در سالن سایه
- "اتللو" به کارگردانی "عاطفه تهرانی" اجرا در سالن قشقایی و اجرا در لهستان، آلمان و به شکل تور در کشور هلند و در فستيوال dancing on the edge
برندهٔ بهترین کارگردانی و طراحی لباس و صحنه از «منتقدین تئاتر جهانی» در «جشنواره بین‌المللی تئاتر فجر»
- "برف نیمهٔ مرداد" به کارگردانی "عاطفه تهرانی" - اجرا در سالن ارغنون- برگزیدهٔ اجرا در بخش مرور جشنواره بین‌المللی تئاتر فجر
- "لِ تِه" به کارگردانی "عاطفه تهرانی" اجرا در سالن سایه
-اجراي لِ تِه به شكل تور در كشور هلند در فستيوال dancing on the edge
- "گزارش وضع هوا" به كارگرداني "عاطفه تهراني" در سالن قشقايي
- "بودن" به کارگردانی "عاطفه تهرانی" در عمارت نوفل لوشاتو ۱۴۰۱
-"مختصر گزارشی از یک تئوری" به کارگردانی "عاطفه تهرانی" و تهیه کنندگی "رامبد جوان" در خانه نمایش دا ۱۴۰۲
- "این ساعت وجود ندارد" به کارگردانی "عاطفه تهرانی" و تهیه کنندگی "خانه نمایش دا" در خانه نمایش دا ۱۴۰۳